# Хані Саїд
Хані Саїд (араб. هاني سعيد, нар. 22 квітня 1980, Каїр) — єгипетський футболіст, що грав на позиції захисника, зокрема за національну збірну Єгипту, у складі якої — дворазовий володар Кубка африканських націй. 

## Клубна кар'єра
Народився 22 квітня 1980 року в Каїрі. Вихованець футбольної школи клубу «Аль-Аглі».
1998 року юного захисника запросив до своїх лав італійський «Барі», у складі якого той в сезоні 1998/99 дебютував в іграх Серії A. 
Згодом першу половину 2000 року провів в оренді у швейцарській друголіговій «Беллінцоні», по поверненні з якої почав отримувати постійну ігрову практику в «Барі». Утім вже влітку 2001 року команда вибула до Серії B, а сам гравець почав дедалі частіше програвати конкуренцію за місце у складі команди. Протягом 2003 і першої половини 2004 року продовжував грати в Італії, провівши по півроку в друголігових «Мессіні» та «Фіорентині», а також третьоліговому «Пістоєзе».
Влітку 2004 року перебрався до бельгійського «Монса», де провів невдалий сезон — на полі з'являвся нечасто, а сама команда фінішувала на останньому місці в чемпіонаті Бельгії.
2005 року гравець повернувся на батьківщину, де відіграв ще дванадцять сезонів, захищаючи кольори «Аль-Масрі», «Ісмайлі», «Замалека», «Міср-Ель-Макаса» та «Смухи». Завершив ігрову кар'єру 2019 року.

## Виступи за збірну
2000 року дебютував в офіційних матчах у складі національної збірної Єгипту.
У складі збірної брав участь у Кубку африканських націй 2002 в Гані та Нігерії та Кубку африканських націй 2004 в Тунісі, після якого на деякий час припинив залучатися до лав національної команди.
Таким чином пропустив переможний для Єгипту домашній КАН-2006, однак наприкінці того ж 2006 року знову почав викликатися до збірної і вже на Кубку африканських націй 2008 в Гані був її основним гравцем, повністю провівши на полі усі матчі команди на турнірі, який завершився для єгиптян захистом титулу континентальних чемпіонів. За два роки брав участь у черговому захисті титулу, на переможному Кубку африканських націй 2010 року в Анголі знову був гравцем «основи».
Також був учасником розіграшу Кубка конфедерацій 2009 року в ПАР. Загалом протягом кар'єри у національній команді, яка тривала 11 років, провів у її формі 78 матчів.
| Дата       | Місто               | Господарі   | Результат  | Гості             | Турнір                                      | Голи | Примітки  |
| ---------- | ------------------- | ----------- | ---------- | ----------------- | ------------------------------------------- | ---- | --------- |
| 9-6-2000   | Тегеран             | Єгипет      | 0 – 1      | Південна Корея    | товариський матч                            | -    |           |
| 3-6-2001   | Александрія         | Єгипет      | 3 – 2      | Судан             | Відбір до ЧС 2002                           | -    |           |
| 10-11-2001 | Йоганнесбург        | ПАР         | 1 – 0      | Єгипет            | товариський матч                            | -    | 15'       |
| 30-12-2001 | Доха                | Катар       | 2 – 2      | Єгипет            | товариський матч                            | -    |           |
| 11-1-2002  | Каїр                | Єгипет      | 2 – 2      | Буркіна-Фасо      | товариський матч                            | -    |           |
| 20-1-2002  | Бамако              | Сенегал     | 1 – 0      | Єгипет            | Кубок африканських націй 2002 - 1-й етап    | -    |           |
| 25-1-2002  | Бамако              | Єгипет      | 1 – 0      | Туніс             | Кубок африканських націй 2002 - 1-й етап    | -    |           |
| 20-11-2002 | Туніс               | Туніс       | 0 – 0      | Єгипет            | товариський матч                            | -    | Замінений |
| 16-12-2002 | Абу-Дабі            | ОАЕ         | 1 – 2      | Єгипет            | товариський матч                            | -    | 46'       |
| 22-12-2002 | Ісмаїлія            | Єгипет      | 0 – 0      | Гана              | товариський матч                            | -    |           |
| 12-2-2003  | Каїр                | Єгипет      | 1 – 4      | Данія             | товариський матч                            | -    |           |
| 29-3-2003  | Роз-Гілл            | Маврикій    | 0 – 1      | Єгипет            | Відбір до Кубка африканських націй 2004     | -    | 82'       |
| 30-4-2003  | Сен-Дені            | Франція     | 5 – 0      | Єгипет            | товариський матч                            | -    |           |
| 8-6-2003   | Порт-Саїд           | Єгипет      | 7 – 0      | Маврикій          | Відбір до Кубка африканських націй 2004     | -    | 60'       |
| 20-6-2003  | Порт-Саїд           | Єгипет      | 6 – 0      | Мадагаскар        | Відбір до Кубка африканських націй 2004     | -    | 60'       |
| 15-11-2003 | Каїр                | Єгипет      | 2 – 1      | ПАР               | товариський матч                            | -    | 56'       |
| 18-11-2003 | Каїр                | Єгипет      | 1 – 0      | Швеція            | товариський матч                            | -    | 81'       |
| 14-1-2004  | Порт-Саїд           | Єгипет      | 2 – 2      | ДР Конго          | товариський матч                            | -    | 70'       |
| 17-1-2004  | Порт-Саїд           | Єгипет      | 1 – 1      | Буркіна-Фасо      | товариський матч                            | -    |           |
| 25-1-2004  | Сфакс               | Зімбабве    | 1 – 2      | Єгипет            | Кубок африканських націй 2004 - 1-й етап    | -    |           |
| 29-1-2004  | Сус                 | Алжир       | 2 – 1      | Єгипет            | Кубок африканських націй 2004 - 1-й етап    | -    |           |
| 16-8-2006  | Александрія         | Єгипет      | 0 – 2      | Уругвай           | товариський матч                            | -    | 73'       |
| 7-10-2006  | Габороне            | Ботсвана    | 0 – 0      | Єгипет            | Відбір до Кубка африканських націй 2008     | -    |           |
| 7-2-2007   | Каїр                | Єгипет      | 2 – 0      | Швеція            | товариський матч                            | -    |           |
| 25-3-2007  | Каїр                | Єгипет      | 3 – 0      | Мавританія        | Відбір до Кубка африканських націй 2008     | -    |           |
| 3-6-2007   | Нуакшот             | Мавританія  | 1 – 1      | Єгипет            | Відбір до Кубка африканських націй 2008     | -    |           |
| 12-6-2007  | Ель-Кувейт          | Кувейт      | 1 – 1      | Єгипет            | товариський матч                            | -    |           |
| 22-8-2007  | Париж               | Кот-д'Івуар | 0 – 0      | Єгипет            | товариський матч                            | -    | 76'       |
| 9-9-2007   | Бужумбура           | Бурунді     | 0 – 0      | Єгипет            | Відбір до Кубка африканських націй 2008     | -    |           |
| 13-10-2007 | Каїр                | Єгипет      | 1 – 0      | Ботсвана          | Відбір до Кубка африканських націй 2008     | -    |           |
| 17-10-2007 | Осака               | Японія      | 4 – 1      | Єгипет            | товариський матч                            | -    |           |
| 21-11-2007 | Порт-Саїд           | Єгипет      | 0 – 0      | Лівія             | товариський матч                            | -    |           |
| 25-11-2007 | Каїр                | Єгипет      | 2 – 1      | Саудівська Аравія | товариський матч                            | -    |           |
| 5-1-2008   | Каїр                | Єгипет      | 3 – 0      | Намібія           | товариський матч                            | -    |           |
| 10-1-2008  | Абу-Дабі            | Єгипет      | 1 – 0      | Малі              | товариський матч                            | -    |           |
| 13-1-2008  | Алверка-ду-Рібатежу | Ангола      | 3 – 3      | Єгипет            | товариський матч                            | -    | 58'       |
| 22-1-2008  | Кумасі              | Єгипет      | 4 – 2      | Камерун           | Кубок африканських націй 2008 - 1-й етап    | -    | 16'       |
| 26-1-2008  | Кумасі              | Єгипет      | 3 – 0      | Судан             | Кубок африканських націй 2008 - 1-й етап    | -    |           |
| 30-1-2008  | Тамале              | Єгипет      | 1 – 1      | Замбія            | Кубок африканських націй 2008 - 1-й етап    | -    |           |
| 4-2-2008   | Кумасі              | Єгипет      | 2 – 1      | Ангола            | Кубок африканських націй 2008 - чвертьфінал | -    |           |
| 7-2-2008   | Секонді-Такораді    | Кот-д'Івуар | 1 – 4      | Єгипет            | Кубок африканських націй 2008 - півфінал    | -    |           |
| 10-2-2008  | Аккра               | Камерун     | 0 – 1      | Єгипет            | Кубок африканських націй 2008 - Фінал       | -    |           |
| 26-3-2008  | Каїр                | Єгипет      | 0 – 2      | Аргентина         | товариський матч                            | -    |           |
| 1-6-2008   | Каїр                | Єгипет      | 2 – 1      | ДР Конго          | Відбір до ЧС 2010                           | -    |           |
| 6-6-2008   | Джибуті             | Джибуті     | 0 – 4      | Єгипет            | Відбір до ЧС 2010                           | -    |           |
| 14-6-2008  | Блантайр            | Малаві      | 1 – 0      | Єгипет            | Відбір до ЧС 2010                           | -    |           |
| 22-6-2008  | Каїр                | Єгипет      | 2 – 0      | Малаві            | Відбір до ЧС 2010                           | -    |           |
| 20-8-2008  | Хартум              | Судан       | 4 – 0      | Єгипет            | товариський матч                            | -    |           |
| 7-9-2008   | Кіншаса             | ДР Конго    | 0 – 1      | Єгипет            | Відбір до ЧС 2010                           | -    |           |
| 12-10-2008 | Каїр                | Єгипет      | 4 – 0      | Джибуті           | Відбір до ЧС 2010                           | -    |           |
| 19-11-2008 | Каїр                | Єгипет      | 5 – 1      | Бенін             | товариський матч                            | -    | 64'       |
| 23-1-2009  | Каїр                | Єгипет      | 1 – 0      | Кенія             | товариський матч                            | -    |           |
| 11-2-2009  | Каїр                | Єгипет      | 2 – 2      | Гана              | товариський матч                            | -    |           |
| 29-3-2009  | Каїр                | Єгипет      | 1 – 1      | Замбія            | Відбір до ЧС 2010                           | -    | 49' 72'   |
| 30-5-2009  | Маскат              | Оман        | 0 – 1      | Єгипет            | товариський матч                            | -    |           |
| 7-6-2009   | Бліда               | Алжир       | 3 – 1      | Єгипет            | Відбір до ЧС 2010                           | -    |           |
| 15-6-2009  | Блумфонтейн         | Бразилія    | 4 – 3      | Єгипет            | Кубок Конфедерацій                          | -    |           |
| 18-6-2009  | Йоганнесбург        | Єгипет      | 1 – 0      | Італія            | Кубок Конфедерацій                          | -    |           |
| 21-6-2009  | Рустенбург          | Єгипет      | 0 – 3      | США               | Кубок Конфедерацій                          | -    |           |
| 5-7-2009   | Каїр                | Єгипет      | 3 – 0      | Руанда            | Відбір до ЧС 2010                           | -    |           |
| 12-8-2009  | Каїр                | Єгипет      | 3 – 3      | Гвінея            | товариський матч                            | -    | 50'       |
| 5-9-2009   | Кігалі              | Руанда      | 0 – 1      | Єгипет            | Відбір до ЧС 2010                           | -    |           |
| 2-10-2009  | Каїр                | Єгипет      | 4 – 0      | Маврикій          | товариський матч                            | -    |           |
| 10-10-2009 | Чилілабомбве        | Замбія      | 0 – 1      | Єгипет            | Відбір до ЧС 2010                           | -    |           |
| 5-11-2009  | Асуан               | Єгипет      | 5 – 1      | Танзанія          | товариський матч                            | -    | Замінений |
| 14-11-2009 | Каїр                | Єгипет      | 2 – 0      | Алжир             | Відбір до ЧС 2010                           | -    |           |
| 18-11-2009 | Омдурман            | Алжир       | 1 – 0      | Єгипет            | Відбір до ЧС 2010                           | -    |           |
| 29-12-2009 | Каїр                | Єгипет      | 1 – 1      | Малаві            | товариський матч                            | -    | 57'       |
| 4-1-2010   | Дубай               | Єгипет      | 1 – 0      | Малі              | товариський матч                            | -    | 84'       |
| 12-1-2010  | Бенгела             | Єгипет      | 3 – 1      | Нігерія           | Кубок африканських націй 2010 - 1-й етап    | -    |           |
| 16-1-2010  | Бенгела             | Єгипет      | 2 – 0      | Мозамбік          | Кубок африканських націй 2010 - 1-й етап    | -    | 48'       |
| 25-1-2010  | Бенгела             | Єгипет      | 3 – 1 д.ч. | Камерун           | Кубок африканських націй 2010 - чвертьфінал | -    |           |
| 28-1-2010  | Бенгела             | Алжир       | 0 – 4      | Єгипет            | Кубок африканських націй 2010 - півфінал    | -    |           |
| 31-1-2010  | Луанда              | Гана        | 0 – 1      | Єгипет            | Кубок африканських націй 2010 - Фінал       | -    |           |
| 3-3-2010   | Лондон              | Англія      | 3 – 1      | Єгипет            | товариський матч                            | -    | 86'       |
| Усього     |                     | Матчів      | 75         |                   | Голів                                       | 0    |           |

## Титули і досягнення
- Чемпіон Єгипту (1):

«Аль-Аглі»: 1997-1998
- Чемпіон Африки (U-17): 1997
- Володар Кубка африканських націй (2):

2008, 2010